# Mlaten (Kalitidu)
Mlaten is een bestuurslaag in het regentschap Bojonegoro van de provincie Oost-Java, Indonesië. Mlaten telt 2145 inwoners (volkstelling 2010).